# Частные уроки (фильм, 2008)
Частные уроки (фр. Élève libre) — бельгийско-французский фильм-драма 2008 года, поставленный режиссёром Жоакимом Лафоссом. Премьера состоялась 19 мая 2008 года на 61-м Каннском кинофестивале, где лента участвовала в 40-й юбилейной программе Двухнедельника режиссёров. В 2011 году фильм был номинирован в 7-ми категориях на получение бельгийской национальной кинопремии «Магритт», в двух из которых он получил награды.

## Сюжет
16-летний Йонас не очень хорошо учится в школе, но неплохо играет в теннис и даже выигрывает школьный чемпионат и мечтает посвятить свою жизнь профессиональному теннису. У парня есть девушка Дельфина, с которой они вот-вот собираются перейти от платонических отношений к сексуальным. Новые взрослые друзья Йонаса — Натали, её бойфренд Дидье и Пьер, становятся для него единственным кругом общения. Они живо интересуются личной жизнью подростка, обучают его жить по-взрослому и обещают помочь в обучении. При этом у 30-летнего Пьера есть и другие виды на Йонаса. Он не только помогает подготовиться к экзаменам в колледже и раздает советы по личной жизни, но становится и другом, и наставником, а впоследствии и любовником Йонаса.

## В ролях
| Актёр          | Роль     |
| -------------- | -------- |
| Йонас Блоке    | Йонас    |
| Жонатан Заккаи | Пьер     |
| Янник Ренье    | Дидье    |
| Клер Бодсон    | Натали   |
| Полин Этьен    | Дельфина |